# Обсерватория Нати-Кацуура
Обсерватория Нати-Кацуура — астрономическая обсерватория, основанная в 1992 году в посёлке Натикацуура японской префектуры Вакаяма. Обсерватория расположена на берегу Тихого океана, на территории национального парка Ёсино-Кумано.

## История обсерватории
Обсерватория управлялась двумя астрономами-любителями Т. Урата и Ё. Симидзу, открывшими более 300 новых астероидов с 1993 по 2000 год.

## Направления исследований
- Открытие астероидов

## Основные достижения
- В период с 1993 по 2000 год открыто 321 астероида[1].
- В период с 1992 по 2000 год опубликовано 2943 астрометрических измерений[2].